# Eccellenza Abruzzo 1991-1992
Eccellenza Abruzzo 1991-1992 è stato il girone organizzato dal Comitato Regionale Abruzzo per il campionato italiano di calcio di Eccellenza regionale 1991-1992, che è stato il primo organizzato in Italia. Rappresenta il sesto livello del calcio italiano.
Questa prima stagione ebbe la particolarità di essere la prima (e unica) ad essere vinta da una squadra non abruzzese, il Termoli (il Molise avrebbe avuto il suo campionato di Eccellenza solo l'anno dopo).

## Squadre partecipanti
| Club                     | Città                     |
| ------------------------ | ------------------------- |
| A.S. Altinese            | Altino (CH)               |
| S.P. Amiternum           | L'Aquila                  |
| A.S. Bellante            | Bellante (TE)             |
| A.S. Guardiagrele        | Guardiagrele (CH)         |
| Pol. Hatria              | Atri (TE)                 |
| A.S. Mosciano            | Mosciano Sant'Angelo (TE) |
| F.C. Nereto              | Nereto (TE)               |
| Pol. Oricola             | Oricola (AQ)              |
| A.C. Ortona              | Ortona (CH)               |
| A.C. Renato Curi         | Pescara                   |
| S.P. Rosetana            | Roseto degli Abruzzi (TE) |
| U.S. San Salvo           | San Salvo (CH)            |
| S.S. Sant'Omero Palmense | Sant'Omero (TE)           |
| U.S. Termoli             | Termoli (CB)              |
| A.C. Tortoreto Lido      | Tortoreto Lido (TE)       |
| Pol. Val di Sangro       | Atessa (CH)               |
| U.S.C. Viola Sambuceto   | Chieti                    |
| S.S. Vis Chieti          | Chieti                    |

## Classifica finale
|  | Pos. | Squadra              | Pt | G  | V  | N  | P  | GF | GS | DR  |
|  | ---- | -------------------- | -- | -- | -- | -- | -- | -- | -- | --- |
|  | 1.   | Termoli              | 50 | 34 | 21 | 8  | 5  | 57 | 19 | +38 |
|  | 2.   | Renato Curi Angolana | 43 | 34 | 14 | 15 | 5  | 44 | 30 | +14 |
|  | 3.   | Hatria               | 42 | 34 | 12 | 18 | 4  | 33 | 22 | +11 |
|  | 4.   | Nereto               | 40 | 34 | 14 | 12 | 8  | 34 | 37 | -3  |
|  | 5.   | Mosciano             | 38 | 34 | 12 | 14 | 8  | 37 | 32 | +5  |
|  | 6.   | Bellante             | 36 | 34 | 10 | 16 | 8  | 31 | 23 | +8  |
|  | 7.   | San Salvo            | 35 | 34 | 12 | 11 | 11 | 46 | 39 | +7  |
|  | 8.   | Amiternum            | 34 | 34 | 11 | 12 | 11 | 40 | 36 | +4  |
|  | 9.   | Viola Sambuceto      | 34 | 34 | 10 | 14 | 10 | 33 | 32 | +1  |
|  | 10.  | Altinese             | 34 | 34 | 11 | 12 | 11 | 39 | 39 | 0   |
|  | 11.  | Guardiagrele         | 33 | 34 | 7  | 19 | 8  | 29 | 32 | -3  |
|  | 12.  | Sant'Omero Palmense  | 31 | 34 | 6  | 19 | 9  | 33 | 37 | -4  |
|  | 13.  | Rosetana             | 31 | 34 | 9  | 13 | 12 | 27 | 34 | -7  |
|  | 14.  | Vis Chieti           | 30 | 34 | 12 | 6  | 16 | 37 | 40 | -3  |
|  | 15.  | Tortoreto Lido       | 30 | 34 | 11 | 8  | 15 | 30 | 37 | -7  |
|  | 16.  | Ortona               | 29 | 34 | 8  | 13 | 13 | 27 | 37 | -10 |
|  | 17.  | Val di Sangro        | 28 | 34 | 8  | 12 | 14 | 40 | 47 | -7  |
|  | 18.  | Oricola              | 14 | 34 | 3  | 8  | 23 | 32 | 76 | -44 |

## Verdetti finali
- Termoli promosso nel Campionato Nazionale Dilettanti 1992-1993.
- Renato Curi Angolana ammesso nel Campionato Nazionale Dilettanti 1992-1993 a completamento organici.
- Oricola retrocessa in Promozione Abruzzo 1992-1993.